# Pelle Jutehammar
Pelle Strindberg Jutehammar, född 10 april 1967 i Stockholm, är en svensk journalist, författare och TV-producent. 
Jutehammar startade 2004 AIK Webbradio (sedermera TV-kanalen AIK Media), för vilken han även var redaktör. Under 2004 var han huvudredaktör för medlemstidningen "AIK-Nytt". Från 2010 var Jutehammar filmproducent hos filmproduktionsbolaget FöretagsTV. 2018/19 gjorde han tillsammans med Melker Becker och Mediabruket dokumentärserien "Bocksagan, vägen mot undergången". Serien premiärsändes på SVT 20 oktober 2019. Jutehammar har även arbetat som frilansjournalist åt bland annat Aftonbladet, Falu-Kuriren, Södra Dalarnes Tidning och Mitt i Stockholm.
Han är medförfattare till böckerna Sveriges mörka hemligheter (Pennan & Svärdet, 2021) och "Stockholms mörka hemligheter" (Pennan & Svärdet, 2022).